# Макинтайр, Террелл
Террелл Макинтайр (англ. Terrell McIntyre, Пустой шаблон {{ВД-Преамбула}} ) — американский бывший профессиональный баскетболист, игравший на позиции разыгрывающего защитника. Дважды включался в первую сборную Евролиги, в 2008 году вышел в «Финал четырёх» Евролиги с «Сиеной».

## Карьера в колледже
Макинтайр играл в баскетбол за «Клемсон Тайгерс». Этот небольшой разыгрывающий оставил свой след в истории колледжа и до сих пор считается одним из лучших игроков всех времён. Макинтайр — второй по результативности игрок в истории «Клемсона». На первом курсе он набирал в среднем 12,7 очка и 3 передачи за игру. На втором курсе Макинтайр стал лучшим разыгрывающим защитником «Клемсона», набирая в среднем 13,4 очка и 4,4 передачи за игру. В следующем году, будучи студентом третьего курса, он набирал в среднем 13,9 очков за игру и значительно улучшил свой процент попаданий с игры, подскочив с 42% до 50%. Он также улучшил игру в защите, стал совершать больше перехватов (2 за игру) и подборов (3,4 за игру). Макинтайр провёл свой лучший год в Клемсоне на последнем курсе. Он смог вывести «Клемсон» в финал Национального пригласительного турнира 1999 года и также показал отличную статистику. В свой последний год обучения Макинтайр набирал 18 очков, делал 5,4 результативных передач и реализовывал почти три трёхочковых броска за игру (при 40,2% реализации).

## Профессиональная карьера

### Европа
После того, как Макинтайр не был выбран на драфте НБА 1999 года, он решил играть за рубежом. Его первой остановкой стал французский клуб «Гравлин». Он сыграл всего 14 матчей за французский клуб. В среднем за игру он набирал 19 очков (53% попаданий с игры, 2,2 трёхочковых), 5,6 передач и 3,2 подбора. После этого года Макинтайр перешёл в чемпионат Германии, чтобы играть за небольшой клуб «Брауншвейг». Макинтайр провёл 15 матчей за «Брауншвейг», набирая в среднем 18,5 очков и 7 передач за игру.

### Американский период
После игры в Германии Макинтайр решил вернуться в США и подписал контракт с «Фейетвилл Пэтриотс» из Национальной баскетбольной лиги развития. Его результативность в том году, 15,3 очка и 4,9 передачи за игру, помогла ему попасть в Летнюю лигу НБА и подписать контракт с «Нью-Орлеан Хорнетс». Однако до начала регулярного сезона его отчислили, и он вернулся в «Фейетвилл», где в среднем набирал 12,3 очка, 5,1 передачи и 1,4 перехвата за игру. Не сумев привлечь внимание клубов НБА, Макинтайр решил вернуться в Европу и играть в Италии.

### Возвращение в Европу
Карьера Макинтайра в Италии началась во втором итальянском дивизионе. Он подписал контракт с «Феррарой» на сезон 2003/2004. В среднем за игру он набирал 17,5 очков (54,6% двухочковых бросков, 46% при 3,3 трёхочковых) и отдавал 3,6 результативных передач. В следующем году он подписал контракт с другим клубом второго дивизиона Италии «Орландина», где в среднем набирал 18,7 очков и 4,7 результативных передач за игру. Затем он перешёл в «Реджану», где выступал в высшем дивизионе Италии в сезоне 2005/2006. Впервые он смог побороться за место во втором по значимости еврокубке, сыграв с командой в Кубке УЛЕБ. Макинтайр набирал в среднем 16,9 очков (46% двухочковых и 43% трёхочковых, при 3 трёхочковых) и отдавал 4,2 результативные передачи в среднем за игру в итальянской лиге, а также 15,1 очка и 4,2 результативные передачи в среднем за игру в Кубке УЛЕБ. В следующем году Макинтайр присоединился к итальянскому клубу «Монтепаски Сиена».
В свой первый год в «Сиене» он начал сезон, выходя на замену, и играл в качестве шестого игрока, подменяя Джозефа Форте и Римантаса Каукенаса. По ходу сезона Макинтайр стал основным разыгрывающим клуба. Его бросковая техника и отличная защита сыграли ключевую роль, наряду с его выдающимися лидерскими качествами, в том, что он помог «Сиене» выиграть чемпионат Италии. В среднем за игру с «Монтепаски» в Кубке УЛЕБ он набирал 11 очков и 2,8 результативных передач. В следующем сезоне он набирал в среднем 13,8 очков (3 трёхочковых за игру), 4,9 результативных передач и 2,5 перехвата за игру в Евролиге и помог «Сиене» выйти в «Финал четырёх», где они уступили в полуфинале «Маккаби» из Тель-Авива. После этого Макинтайром интересовались несколько клубов Евролиги, но огромная сумма отступных в его контракте удержала его в «Сиене» на весь сезон 2008/2009. В сезоне Евролиги 2008/2009 Макинтайр в среднем набирал 17,3 очка (69% двухочковых с игры, 40% трёхочковых с игры), 4,4 результативных передач и 1,7 перехвата за игру.
В 2010 году он подписал двухлетний контракт с испанским клубом «Уникаха Малага». В июле 2011 года он вернулся в Италию, подписав двухлетний контракт с «Виртус Болонья».

## Завершение карьеры
В ноябре 2011 года Макинтайр объявил о завершении профессиональной баскетбольной карьеры из-за серьёзной травмы бедра.

## Профиль игрока
При росте всего 176 см Макинтайр играл энергично и хорошо чувствовал игру. В расцвете своей игровой карьеры Макинтайр считался отличным атакующим разыгрывающим с хорошими броском. Несмотря на то, что его габариты могли помешать ему в защите, он был цепким защитником на мяче и одним из самых быстрых игроков в европейском баскетболе. Лидерские качества и энтузиазм, которые он привносил в игру, делали его лидером на площадке.

## Статистика

### Статистика в NCAA
| Сезон | Команда | Conf  | Class | GP  | GS  | MPG  | FG%  | 3P%  | FT%  | RPG | APG | SPG | BPG | PPG  |
| --- | ------- | ----- | ----- | --- | --- | ---- | ---- | ---- | ---- | --- | --- | --- | --- | ---- |
| 1995/96 | Клемсон | ACC   | FR    | 29  | 21  | 31,2 | 40,1 | 35,0 | 79,2 | 2,8 | 3,1 | 1,3 | 0,0 | 12,7 |
| 1996/97 | Клемсон | ACC   | SO    | 33  | 33  | 33,5 | 39,1 | 35,5 | 79,7 | 2,5 | 4,4 | 1,3 | 0,1 | 13,4 |
| 1997/98 | Клемсон | ACC   | JR    | 29  | 23  | 32,4 | 42,7 | 36,1 | 77,9 | 3,4 | 5,3 | 2,0 | 0,0 | 13,9 |
| 1998/99 | Клемсон | ACC   | SR    | 35  | 35  | 35,7 | 43,6 | 40,2 | 79,3 | 2,3 | 5,4 | 1,6 | 0,0 | 17,9 |
| Всего | Всего   | Всего | Всего | 126 | 112 | 33,3 | 41,5 | 37,2 | 79,0 | 2,7 | 4,6 | 1,5 | 0,0 | 14,6 |
| Наведите курсор мыши на аббревиатуры в заголовке таблицы, чтобы прочесть их расшифровку Статистика приведена с сайта sports-reference.com |         |       |       |     |     |      |      |      |      |     |     |     |     |      |

### Статистика в других лигах
| Сезон | Команда             | Лига                | GP  | GS  | MPG  | FG%  | 3P%  | FT%  | RPG | APG | SPG | BPG | PFL | TOV | PPG  |
| --- | ------------------- | ------------------- | --- | --- | ---- | ---- | ---- | ---- | --- | --- | --- | --- | --- | --- | ---- |
| 2005/06 | Все клубы           | Все лиги            | 41  | 38  | 34,0 | 45,2 | 42,9 | 81,3 | 2,9 | 4,2 | 2,4 | 0,0 | 2,6 | 2,4 | 16,4 |
| 2005/06 | Реджана             | Чемпионат Италии    | 31  | 29  | 34,5 | 44,2 | 42,9 | 82,4 | 2,7 | 4,3 | 2,4 | 0,0 | 2,8 | 2,5 | 16,9 |
| 2005/06 | Реджана             | Кубок Европы        | 10  | 9   | 32,4 | 48,6 | 42,9 | 75,9 | 3,4 | 4,2 | 2,4 | 0,0 | 2,0 | 2,1 | 15,1 |
| 2006/07 | Все клубы           | Все лиги            | 55  | 46  | 30,7 | 45,3 | 38,1 | 84,5 | 2,2 | 4,0 | 1,9 | 0,0 | 2,2 | 1,9 | 12,9 |
| 2006/07 | Сиена               | Чемпионат Италии    | 42  | 39  | 31,1 | 46,3 | 39,2 | 82,0 | 2,3 | 4,4 | 2,0 | 0,0 | 2,2 | 2,1 | 13,4 |
| 2006/07 | Сиена               | Кубок Европы        | 13  | 7   | 29,3 | 41,8 | 34,6 | 96,2 | 2,2 | 2,8 | 1,8 | 0,0 | 2,0 | 1,4 | 11,2 |
| 2007/08 | Все клубы           | Все лиги            | 62  | 60  | 28,1 | 45,2 | 39,1 | 89,2 | 2,0 | 5,2 | 2,2 | 0,0 | 1,8 | 2,4 | 13,9 |
| 2007/08 | Сиена               | Чемпионат Италии    | 38  | 37  | 26,8 | 47,6 | 38,1 | 87,9 | 2,0 | 5,3 | 2,1 | 0,0 | 1,7 | 2,4 | 14,0 |
| 2007/08 | Сиена               | Евролига            | 24  | 23  | 30,2 | 41,9 | 40,3 | 92,9 | 2,0 | 4,9 | 2,5 | 0,0 | 1,9 | 2,4 | 13,8 |
| 2008/09 | Все клубы           | Все лиги            | 57  | 56  | 27,2 | 46,3 | 38,3 | 91,6 | 2,4 | 4,9 | 2,5 | 0,0 | 1,7 | 2,6 | 14,3 |
| 2008/09 | Сиена               | Чемпионат Италии    | 38  | 37  | 25,7 | 43,5 | 37,7 | 92,3 | 2,4 | 5,2 | 2,8 | 0,1 | 1,6 | 2,7 | 12,8 |
| 2008/09 | Сиена               | Евролига            | 19  | 19  | 30,2 | 51,2 | 39,5 | 90,5 | 2,5 | 4,4 | 1,7 | 0,0 | 1,9 | 2,3 | 17,3 |
| 2009/10 | Все клубы           | Все лиги            | 53  | 51  | 24,5 | 46,8 | 44,1 | 89,6 | 1,9 | 4,2 | 1,7 | 0,0 | 2,1 | 2,5 | 12,4 |
| 2009/10 | Сиена               | Чемпионат Италии    | 37  | 35  | 23,5 | 48,6 | 45,5 | 90,7 | 1,9 | 3,8 | 1,6 | 0,0 | 2,0 | 2,5 | 12,4 |
| 2009/10 | Сиена               | Евролига            | 16  | 16  | 26,9 | 43,2 | 41,2 | 86,5 | 1,9 | 5,1 | 1,9 | 0,0 | 2,2 | 2,4 | 12,5 |
| 2010/11 | Все клубы           | Все лиги            | 39  | 23  | 20,3 | 33,9 | 33,3 | 90,0 | 1,4 | 3,3 | 0,6 | 0,0 | 1,7 | 1,4 | 6,5  |
| 2010/11 | Уникаха             | Чемпионат Испании   | 29  | 17  | 19,7 | 37,4 | 37,1 | 88,2 | 1,6 | 3,4 | 0,7 | 0,0 | 1,5 | 1,2 | 6,8  |
| 2010/11 | Уникаха             | Евролига            | 10  | 6   | 21,8 | 24,6 | 23,4 | 92,3 | 0,9 | 2,8 | 0,6 | 0,0 | 2,2 | 2,0 | 5,7  |
| 2011/12 | Виртус (Болонья)    | Чемпионат Италии    | 7   | 5   | 25,1 | 32,2 | 37,1 | 88,5 | 1,9 | 3,9 | 1,0 | 0,0 | 1,4 | 2,7 | 10,6 |
| Всего | Всего               | Всего               | 314 | 279 | 27,5 | 44,4 | 39,6 | 87,4 | 2,1 | 4,4 | 1,9 | 0,0 | 2,0 | 2,3 | 12,9 |
| В Евролиге | В Евролиге          | В Евролиге          | 69  | 64  | 28,2 | 43,2 | 38,5 | 90,4 | 2,0 | 4,5 | 1,9 | 0,0 | 2,0 | 2,3 | 13,3 |
| В Кубке Европы | В Кубке Европы      | В Кубке Европы      | 23  | 16  | 30,7 | 45,1 | 38,2 | 85,5 | 2,7 | 3,4 | 2,0 | 0,0 | 2,0 | 1,7 | 12,9 |
| В чемпионате Италии | В чемпионате Италии | В чемпионате Италии | 193 | 182 | 28,1 | 45,5 | 40,4 | 86,8 | 2,2 | 4,6 | 2,1 | 0,0 | 2,0 | 2,5 | 13,7 |
| Наведите курсор мыши на аббревиатуры в заголовке таблицы, чтобы прочесть их расшифровку Статистика приведена с сайта basketball.realgm.com |                     |                     |     |     |      |      |      |      |     |     |     |     |     |     |      |